# Commissione Cultura, scienza e istruzione della Camera dei deputati
La Commissione permanente VII Cultura, scienza e istruzione è un organo della Camera dei deputati della Repubblica italiana.

## Funzione
La VII Commissione ha competenza per i disegni di legge riguardanti le specifiche materie dell'ordinamento sui servizi del Ministero della cultura e del Ministero dell'istruzione, nonché per i disegni di legge riguardanti la materia sui servizi beni culturali e sugli istituti scolastici ed universitari.

## Composizione
La Commissione è composta da 27 deputati (di cui due segretari, due vicepresidenti e un presidente) scelti in modo omogeneo tra i componenti della Camera dei deputati, in modo da rispecchiarne le forze politiche presenti. Essi sono scelti dai gruppi parlamentari (e non dal Presidente, come invece accade per l'organismo della Giunta parlamentare): per la nomina dei membri ciascun Gruppo, entro cinque giorni dalla propria costituzione, procede, dandone comunicazione alla Presidenza della Camera, alla designazione dei propri rappresentanti nelle singole Commissioni permanenti.
Ogni deputato chiamato a far parte del governo o eletto presidente della Commissione è, per la durata della carica, sostituito dal suo gruppo nella Commissione con un altro deputato, che continuerà ad appartenere anche alla Commissione di provenienza. Tranne in rari casi nessun Deputato può essere assegnato a più di una Commissione permanente. Le Commissioni permanenti sono rinnovate dopo il primo biennio della legislatura ed i loro componenti possono essere confermati, ma i gruppi parlamentari possono cambiare i propri membri autonomamente in qualsiasi momento, sostituendoli, aggiungendoli o rimuovendoli, modificando di conseguenza anche il numero totale dei componenti della Commissione.

## Presidenti
| N°                                | Presidente     | Presidente       | Presidente                            | Gruppo parlamentare                                            | Mandato           | Mandato          | Legislatura    |
| N°                                | Presidente     | Presidente       | Presidente                            | Gruppo parlamentare                                            | Inizio            | Fine             | Legislatura    |
| --------------------------------- | -------------- | ---------------- | ------------------------------------- | -------------------------------------------------------------- | ----------------- | ---------------- | -------------- |
| VI Istruzione e belle arti        |                |                  |                                       |                                                                |                   |                  |                |
| 1                                 |                |                  | Gaetano Martino (1900-1967)           | Liberale                                                       | 15 giugno 1948    | 24 giugno 1953   | I (1948)       |
| 1                                 | 20 agosto 1953 | 10 febbraio 1954 | Gaetano Martino (1900-1967)           | Liberale                                                       | II (1953)         |                  |                |
| 2                                 |                |                  | Antonio Segni (1891-1972)             | Democratico cristiano                                          | II (1953)         | 10 marzo 1954    | 30 giugno 1955 |
| 3                                 |                |                  | Raffaele Resta (1905-1973)            | Democratico cristiano                                          | II (1953)         | 1º luglio 1955   | 22 maggio 1957 |
| -                                 |                |                  | Antonio Segni (1891-1972)             | Democratico cristiano                                          | II (1953)         | 23 maggio 1957   | 11 giugno 1958 |
| VIII Istruzione e belle arti      |                |                  |                                       |                                                                |                   |                  |                |
| 4                                 |                |                  | Giuseppe Ermini (1900-1981)           | Democratico cristiano                                          | 30 luglio 1958    | 15 maggio 1963   | III (1958)     |
| 4                                 | 12 luglio 1963 | 4 giugno 1968    | Giuseppe Ermini (1900-1981)           | Democratico cristiano                                          | IV (1963)         |                  |                |
| 5                                 |                |                  | Riccardo Misasi (1932-2000)           | Democrazia Cristiana                                           | 11 luglio 1968    | 14 dicembre 1968 | V (1968)       |
| 6                                 |                |                  | Giovanni Battista Scaglia (1910-2006) | Democrazia Cristiana                                           | 23 gennaio 1969   | 5 agosto 1969    | V (1968)       |
| 7                                 |                |                  | Giuseppe Romanato (1916-1985)         | Democrazia Cristiana                                           | 9 ottobre 1969    | 24 maggio 1972   | V (1968)       |
| 8                                 |                |                  | Luigi Gui (1914-2010)                 | Democrazia Cristiana                                           | 11 luglio 1972    | 7 luglio 1973    | VI (1972)      |
| 9                                 |                |                  | Renato Ballardini (1927)              | Partito Socialista Italiano                                    | 18 settembre 1973 | 4 luglio 1976    | VI (1972)      |
| 10                                |                |                  | Pier Luigi Romita (1924-2003)         | Partito Socialista Democratico Italiano                        | 27 luglio 1976    | 5 ottobre 1976   | VII (1976)     |
| 11                                |                |                  | Michele Di Giesi (1927-1983)          | Partito Socialista Democratico Italiano                        | 14 ottobre 1976   | 24 ottobre 1978  | VII (1976)     |
| 12                                |                |                  | Giancarlo Tesini (1929-2023)          | Democrazia Cristiana                                           | 11 luglio 1979    | 15 luglio 1981   | VIII (1979)    |
| -                                 |                |                  | Pier Luigi Romita (1924-2003)         | Partito Socialista Democratico Italiano                        | 16 luglio 1981    | 1º dicembre 1982 | VIII (1979)    |
| 13                                |                |                  | Giuseppe Amadei (1919-2020)           | Partito Socialista Democratico Italiano                        | 21 dicembre 1982  | 11 luglio 1983   | VIII (1979)    |
| 14                                |                |                  | Francesco Casati (1939-1992)          | Democrazia Cristiana                                           | 11 agosto 1983    | 1º luglio 1987   | IX (1983)      |
| VII Cultura, scienza e istruzione |                |                  |                                       |                                                                |                   |                  |                |
| 15                                |                |                  | Mauro Seppia (1940)                   | Partito Socialista Italiano                                    | 4 agosto 1987     | 22 aprile 1992   | X (1987)       |
| 16                                |                |                  | Aldo Aniasi (1921-2005)               | Partito Socialista Italiano                                    | 17 giugno 1992    | 14 aprile 1994   | XI (1992)      |
| 17                                |                |                  | Vittorio Sgarbi (1952)                | Forza Italia (1994) Misto (1994-1996)                          | 25 maggio 1994    | 8 maggio 1996    | XII (1994)     |
| 18                                |                |                  | Giovanni Castellani (1935)            | Popolari Democratici - L'Ulivo                                 | 4 giugno 1996     | 29 maggio 2001   | XIII (1996)    |
| 19                                |                |                  | Ferdinando Adornato (1954)            | Forza Italia                                                   | 21 giugno 2001    | 27 aprile 2006   | XIV (2001)     |
| 20                                |                |                  | Pietro Folena (1957)                  | Rifondazione Comunista - Sinistra Europea                      | 6 giugno 2006     | 28 aprile 2008   | XV (2006)      |
| 21                                |                |                  | Valentina Aprea (1956)                | Popolo della Libertà                                           | 22 maggio 2008    | 3 aprile 2012    | XVI (2008)     |
| 22                                |                |                  | Manuela Ghizzoni (1961)               | Partito Democratico                                            | 30 maggio 2012    | 14 marzo 2013    | XVI (2008)     |
| 23                                |                |                  | Giancarlo Galan (1956)                | Forza Italia - Il Popolo della Libertà - Berlusconi Presidente | 7 maggio 2013     | 20 luglio 2015   | XVII (2013)    |
| 24                                |                |                  | Flavia Piccoli Nardelli (1946)        | Partito Democratico                                            | 21 luglio 2015    | 22 marzo 2018    | XVII (2013)    |
| 25                                |                |                  | Luigi Gallo (1977)                    | MoVimento 5 Stelle                                             | 21 giugno 2018    | 28 luglio 2020   | XVIII (2018)   |
| 26                                |                |                  | Vittoria Casa (1958)                  | MoVimento 5 Stelle (2020-2022) Insieme per il Futuro (2022)    | 29 luglio 2020    | 12 ottobre 2022  | XVIII (2018)   |
| 27                                |                |                  | Federico Mollicone (1970)             | Fratelli d'Italia                                              | 9 novembre 2022   | in carica        | XIX (2022)     |

## Composizione nella XIX legislatura (2022 -in corso)
Elenco dei membri a settembre 2024
| Gruppo parlamentare                                        | Gruppo parlamentare                                     | Deputato                                        |
| ---------------------------------------------------------- | ------------------------------------------------------- | ----------------------------------------------- |
|                                                            | Fratelli d'Italia                                       | Federico Mollicone (presidente)                 |
|                                                            | Azione-Popolari Europei Riformatori-Renew Europe        | Valentina Grippo (vicepresidente)               |
|                                                            | Lega - Salvini Premier                                  | Giorgia Latini (vicepresidente)                 |
|                                                            | Partito Democratico - Italia Democratica e Progressista | Mauro Berruto (segretario)                      |
|                                                            | Fratelli d'Italia                                       | Marco Perissa (segretario)                      |
| Alessandro Amorese                                         | Fratelli d'Italia                                       |                                                 |
| Gerolamo Cangiano (in sostituzione di Paola Frassinetti)   | Fratelli d'Italia                                       |                                                 |
| Grazia Di Maggio (in sostituzione di Gianmarco Mazzi)      | Fratelli d'Italia                                       |                                                 |
| Nicole Matteoni                                            | Fratelli d'Italia                                       |                                                 |
| Manlio Messina                                             | Fratelli d'Italia                                       |                                                 |
| Fabio Roscani                                              | Fratelli d'Italia                                       |                                                 |
|                                                            | Partito Democratico - Italia Democratica e Progressista | Giovanna Iacono                                 |
| Irene Manzi                                                | Partito Democratico - Italia Democratica e Progressista |                                                 |
| Matteo Orfini                                              | Partito Democratico - Italia Democratica e Progressista |                                                 |
| Roberto Speranza                                           | Partito Democratico - Italia Democratica e Progressista |                                                 |
|                                                            | Lega - Salvini Premier                                  | Simona Loizzo (in sostituzione di Edoardo Rixi) |
| Giovanna Miele                                             | Lega - Salvini Premier                                  |                                                 |
| Rossano Sasso                                              | Lega - Salvini Premier                                  |                                                 |
|                                                            | MoVimento 5 Stelle                                      | Gaetano Amato                                   |
| Antonio Caso                                               | MoVimento 5 Stelle                                      |                                                 |
| Anna Laura Orrico                                          | MoVimento 5 Stelle                                      |                                                 |
|                                                            | Forza Italia - Berlusconi Presidente - PPE              | Rita dalla Chiesa                               |
| Giorgio Mulé (in sostituzione di Gilberto Pichetto Fratin) | Forza Italia - Berlusconi Presidente - PPE              |                                                 |
| Rosaria Tassinari (in sostituzione di Matilde Siracusano)  | Forza Italia - Berlusconi Presidente - PPE              |                                                 |
|                                                            | Alleanza Verdi e Sinistra                               | Elisabetta Piccolotti                           |
|                                                            | Italia Viva-Il Centro-Renew Europe                      | Roberto Giachetti                               |